# آلفرد باورمن
آلفرد باورمن (انگلیسی: Alfred Bowerman; ۲۲ نوامبر ۱۸۷۳ – ۱۹۵۹) بازیکن کریکت اهل بریتانیا بود.